# Evangelische Kirche (Fellingshausen)

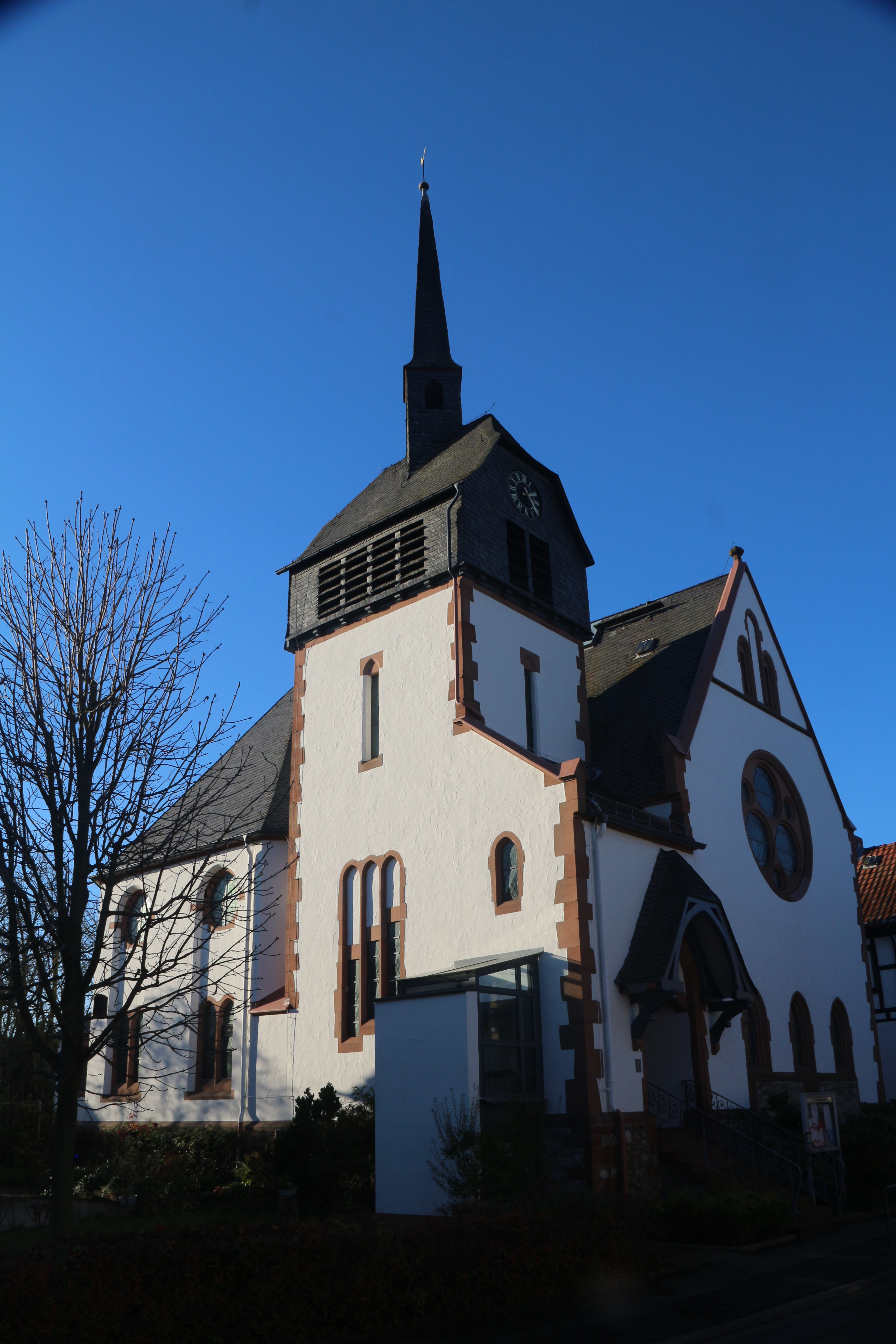
Kirche von Osten

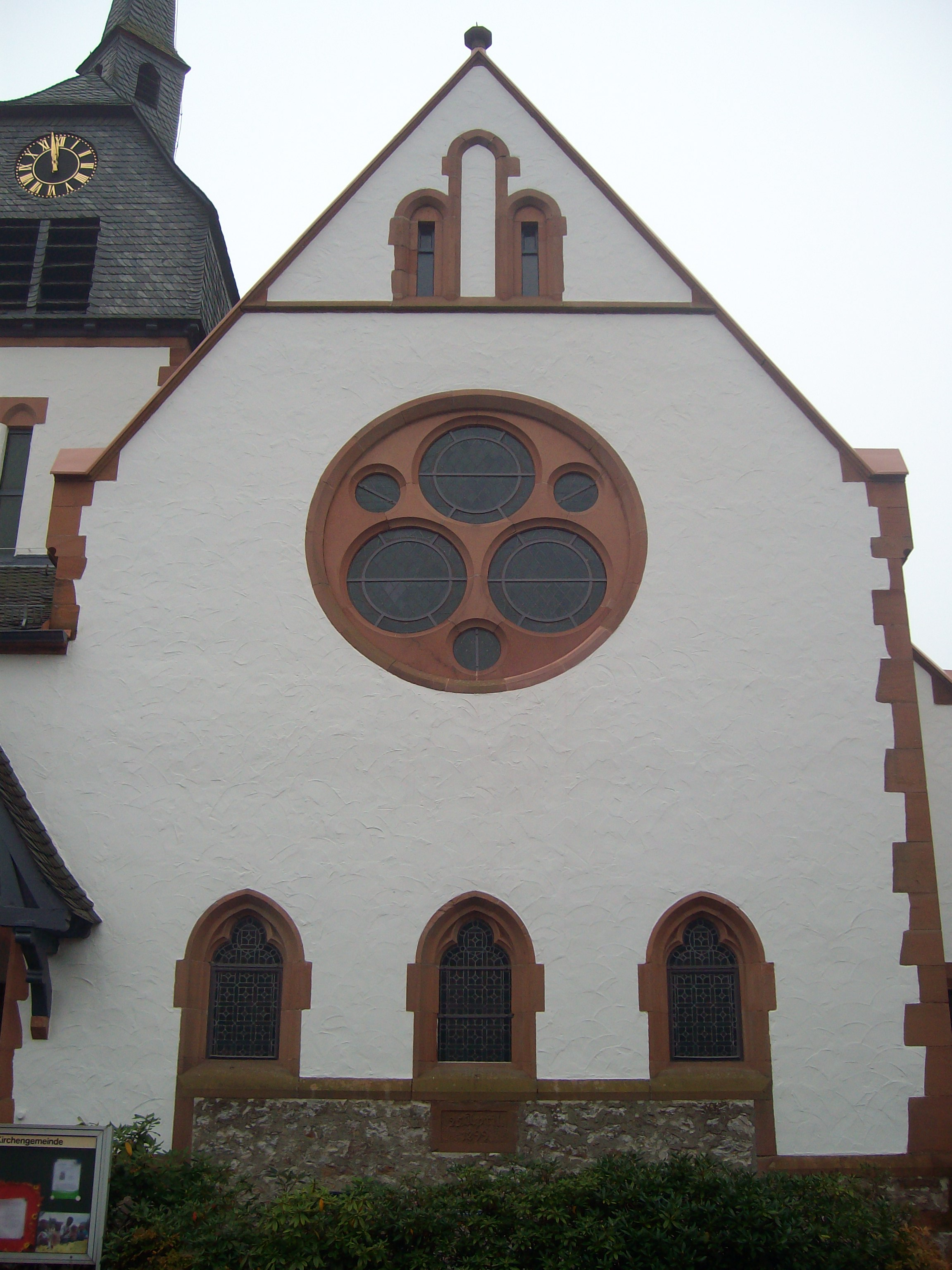
Ansicht von Nordosten (Straßenseite)

Die Evangelische Kirche in Fellingshausen in der Gemeinde Biebertal im Landkreis Gießen (Hessen) ist eine Saalkirche mit Nebenschiff und Flankenturm im Stil des Späthistorismus, die im Jahr 1900 nach  Plänen von Ludwig Hofmann errichtet wurde. Die Kirche ist hessisches Kulturdenkmal.

## Geschichte
Im späten Mittelalter gehörte Fellingshausen zum Kirchspiel Rodheim im Archipresbyterat Wetzlar, das dem Archidiakonat St. Lubentius Dietkirchen im Bistum Trier zugeordnet war. Mit Einführung der Reformation im Jahr 1526 wechselte die Kirchengemeinde zum evangelischen Bekenntnis. Im Jahr 1574 wird erstmals eine mittelalterliche Kirche erwähnt, die wahrscheinlich im 13. oder 14. Jahrhundert errichtet wurde. Das Gotteshaus unterstand dem Patrozinium des hl. Georg und wurde 1588 tiefgreifend erneuert und 1748 um ein Drittel vergrößert.
Die kirchliche Unabhängigkeit von Rodheim war ein langer Weg. Im Jahr 1591 wurde den Fellingshäusern erlaubt, in ihrer Kirche Abendmahl zu feiern; ab 1602 wurde dies praktiziert. Über die alte Kapelle, ein Saalbau mit kleinen Viereckfenstern, Satteldach und Dachreiter im Osten, heißt es 1742: „Sie ist eine uralte Capelle noch aus dem Bapstthum.“ Ab 1819 erhielt die Gemeinde das Bestattungsrecht für den eigenen Friedhof im Wickengarten. In den Jahren 1859 und 1867 bat die Kirchengemeinde Fellingshausen um eine eigenständige Pfarrei und ihre Unabhängigkeit von Rodheim, was nicht genehmigt wurde. Nach Errichtung der neuen Kirche im Jahr 1900 wurde der Wunsch nach einer eigenen Hilfspredigerstelle stärker, die 1951 eingerichtet wurde. 1958 wurde die pfarramtliche Verbindung mit Rodheim aufgehoben und die Pfarrvikarstelle von Fellinghausen in eine Pfarrstelle umgewandelt. Seitdem ist die Gemeinde mit der Kirchengemeinde Bieber pfarramtlich verbunden. Sie gehört zum Dekanat Gießen in der Propstei Oberhessen der Evangelischen Kirche in Hessen und Nassau und hat etwa 1.180 Mitglieder.
Ab 1837 wurden größere Renovierungsarbeiten durchgeführt. 1839/1840 wurde eine neue Empore samt Orgel eingebaut, 1843 der Dachreiter saniert und eine neue Kirchenuhr von Uhrmacher Wagner aus Krofdorf installiert. Die Gemeinde ließ 1867 den Glockenstuhl erneuern und die Kirche 1879 instand setzen. Das Dach wurde neu eingeschiefert und der Innenraum geweißt.
1895 beschloss die Kirchengemeinde, die zu kleine Kirche durch einen Neubau zu ersetzen, nachdem ein Teil des Mauerwerks aus der Nordseite herausgefallen war und der Westgiebel Risse aufwies. Wegen Einsturzgefahr durfte das baufällige Gebäude nicht mehr benutzt werden. Es wurde im Herbst 1898 abgebrochen. Die Kirchengemeinde vergrößerte das Grundstück durch den Kauf zweier an der Straße gelegener Hofparzellen. Am 25. April 1899 erfolgte die Grundsteinlegung und am 15. Februar 1900 die Einweihung der neuen Kirche. Übergangsweise diente ein Harmonium zur Liedbegleitung, da der Bau einer neuen Orgel aus Kostengründen bis 1902 zurückgestellt wurde.
Mit dem Bau eines Pfarrhauses mit Gemeindesaal und Kindergarten wurde am 12. September 1959 begonnen. Die Einweihung erfolgte am 22. Januar 1961. Die Kosten betrugen 190.000 DM. Der Kindergarten wurde 1974/1975 erweitert und modernisiert sowie im Untergeschoss ein Jugendzentrum gebaut. 1987 folgte der Erweiterungsumbau des Gemeindesaals in ein größeres Gemeindezentrum.
Bei einer Innenrenovierung im Jahr 1971 wurden die Ausmalung des Innenraums, die figürlichen Darstellungen auf der Kanzel, die Friese um die Türen und Fenster sowie die Wandsprüche und Inschriften an den Balkenunterzügen der Emporen zerstört und weiß übermalt. Kanzel und Altar wurden in Sandstein neu gefasst. Durch einen Ablösevertrag aus dem Jahr 1991 gingen Grundstück und Kirchengebäude von der Zivilgemeinde in den Besitz der Kirchengemeinde über. Ein verglaster Aufzugsturm ermöglicht seit 2003 den barrierefreien Zugang. Von 2021 bis 2023 fand für 523.000 € eine Sanierung des undichten Kirchendachs statt, bei der die Schallarkaden des Glockengeschosses und vom Hausschwamm befallene Balken ersetzt und das Dach neu eingeschiefert wurden.

## Architektur

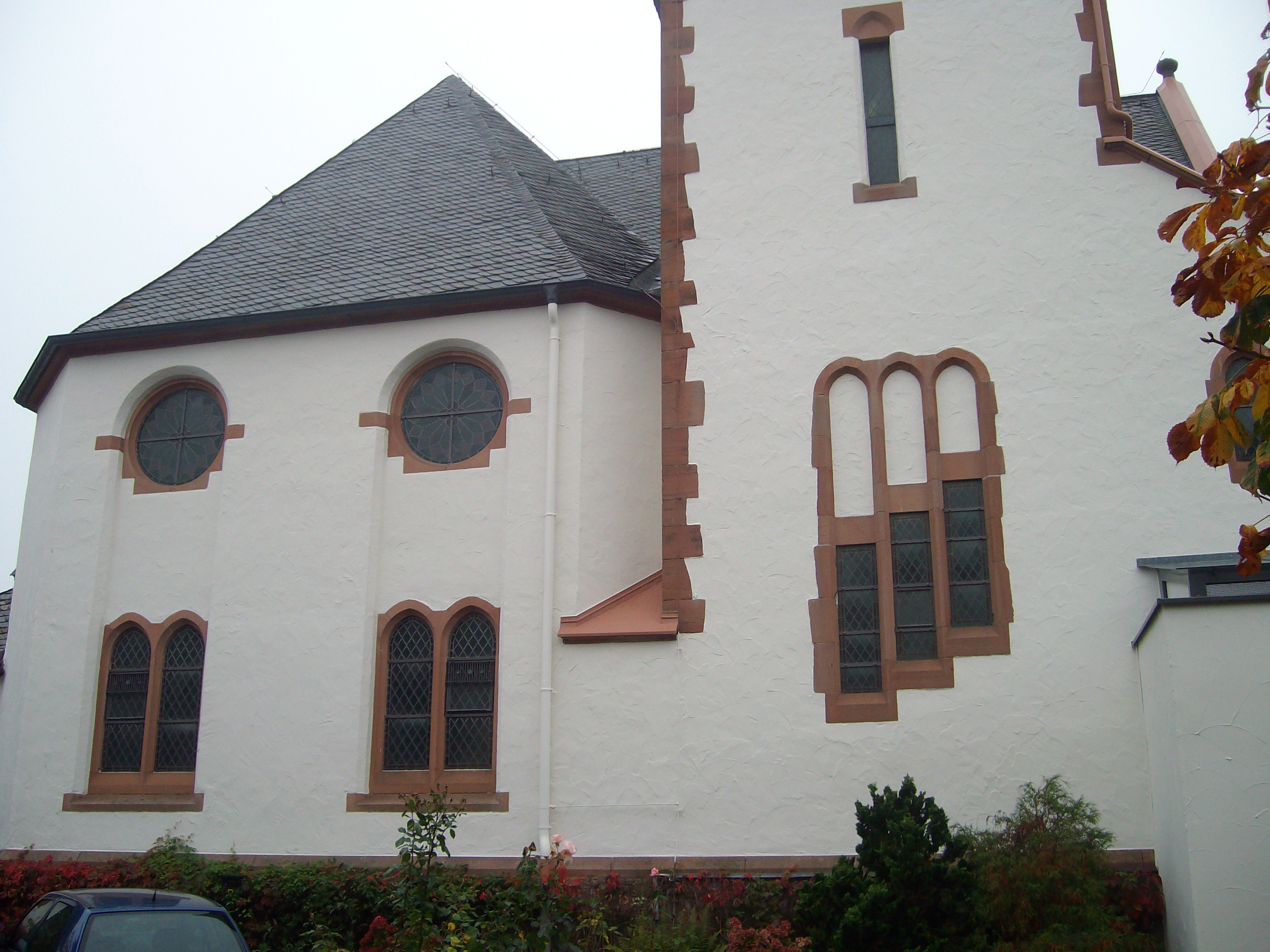
Kirche von Südost

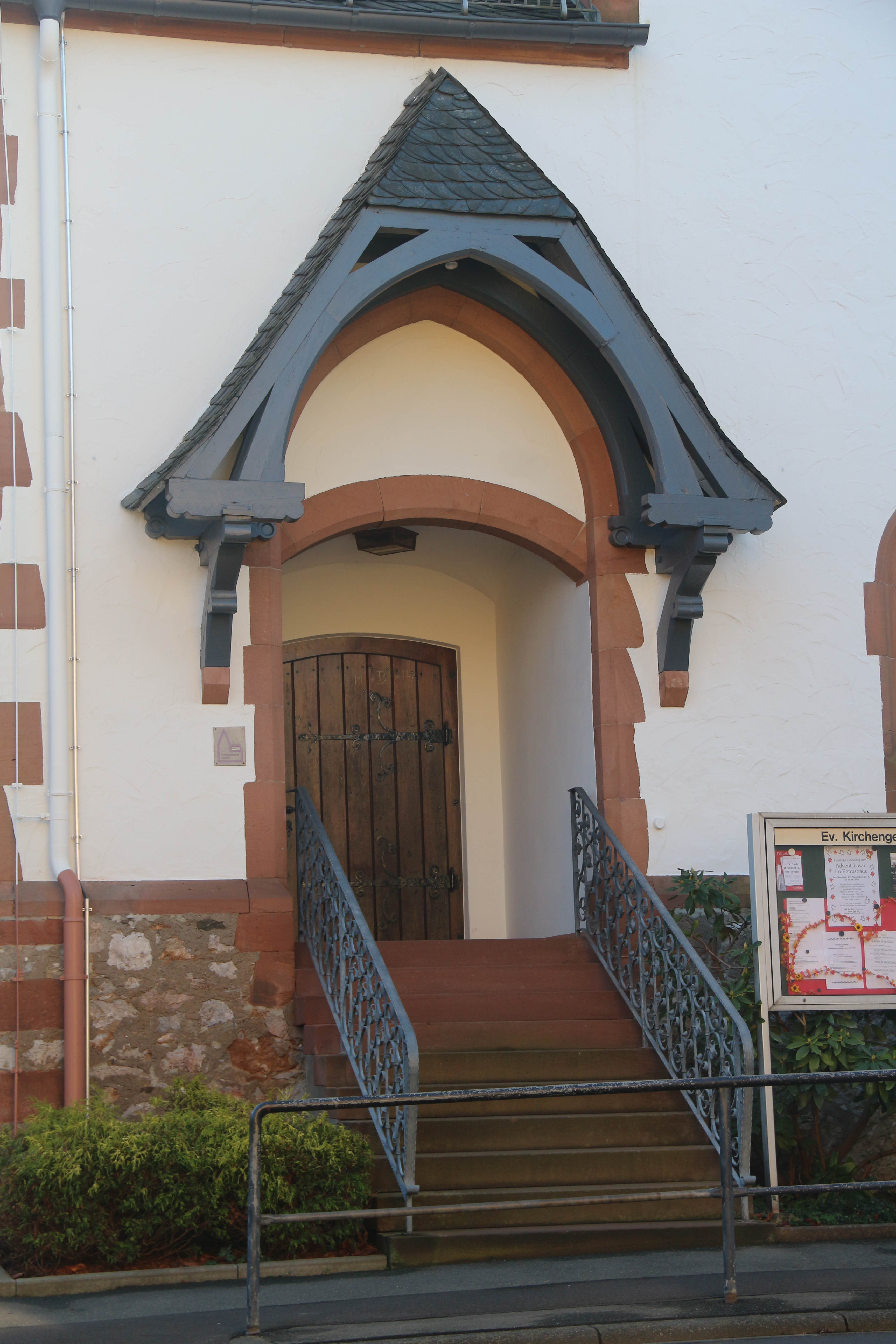
Portal

Der geostete Vorgängerbau war um 15,50 Meter lang und 6,70 Meter breit. Auf dem Satteldach war ein Dachreiter mit Spitzhelm aufgesetzt.
Die neue Kirche aus Bruchsteinmauerwerk der Grauwacke ist nach Südwesten ausgerichtet und steht giebelständig zur Straße mit dem Haupteingang im Nordosten. Die weiß verputzte Saalkirche mit Satteldach ist ein komplexer Baukörper, der Formelemente aus Gotik und Romanik aufgreift. Die Eckquaderungen und Gewände bestehen aus rotem Sandstein. An der südöstlichen Langseite ist querschiffartig ein Nebenschiff angebaut, das im Inneren einer Empore Platz bietet. Das Nebenschiff hat an der Südostseite zwei hohe rundbogige Blendnischen, in die oben ein Rundfenster der Firma Klingspor aus Gießen und unten ein Zwillingsfenster eingelassen ist. Das Langschiff wird an der Nordwestseite durch entsprechende Fenster belichtet, die im unteren Bereich aber als Drillingsfenster gestaltet sind. Daneben erhebt sich ein 32 Meter hoher Flankenturm über rechteckigem Grundriss, der als Treppenaufgang dient. Das verschieferte Fachwerk-Obergeschoss mit rechteckigen Schalllöchern dient als Glockenstube. Es wird von einem Walmdach mit einem zierlichen, spitzen Dachreiter abgeschlossen. An der Südostseite des Turms sind unten drei unterschiedlich hohe, schmale Fenster eingelassen, im oberen Bereich ein Schlitzfenster. Das flachspitzbogige Hauptportal befindet sich unter einem verschieferten Vordach in einem niedrigeren Vorbau, dessen Pultdach sich an den Turm anschmiegt. Die nordöstliche Giebelseite ist als Schauseite gestaltet, die durch eine große Rundblende mit drei großen und drei kleinen Rundfenstern beherrscht wird. Im unteren Bereich sind drei flachspitzbogige Fenster eingelassen. Im Südwesten ist ein rechteckiger Chorabschluss mit großem Rundfenster, das die Opferung Isaaks zeigt, in einer flachspitzbogigen Nische angebaut und in der Südecke zwischen Nebenschiff und Rechteckchor eine rechteckige Sakristei.

## Ausstattung

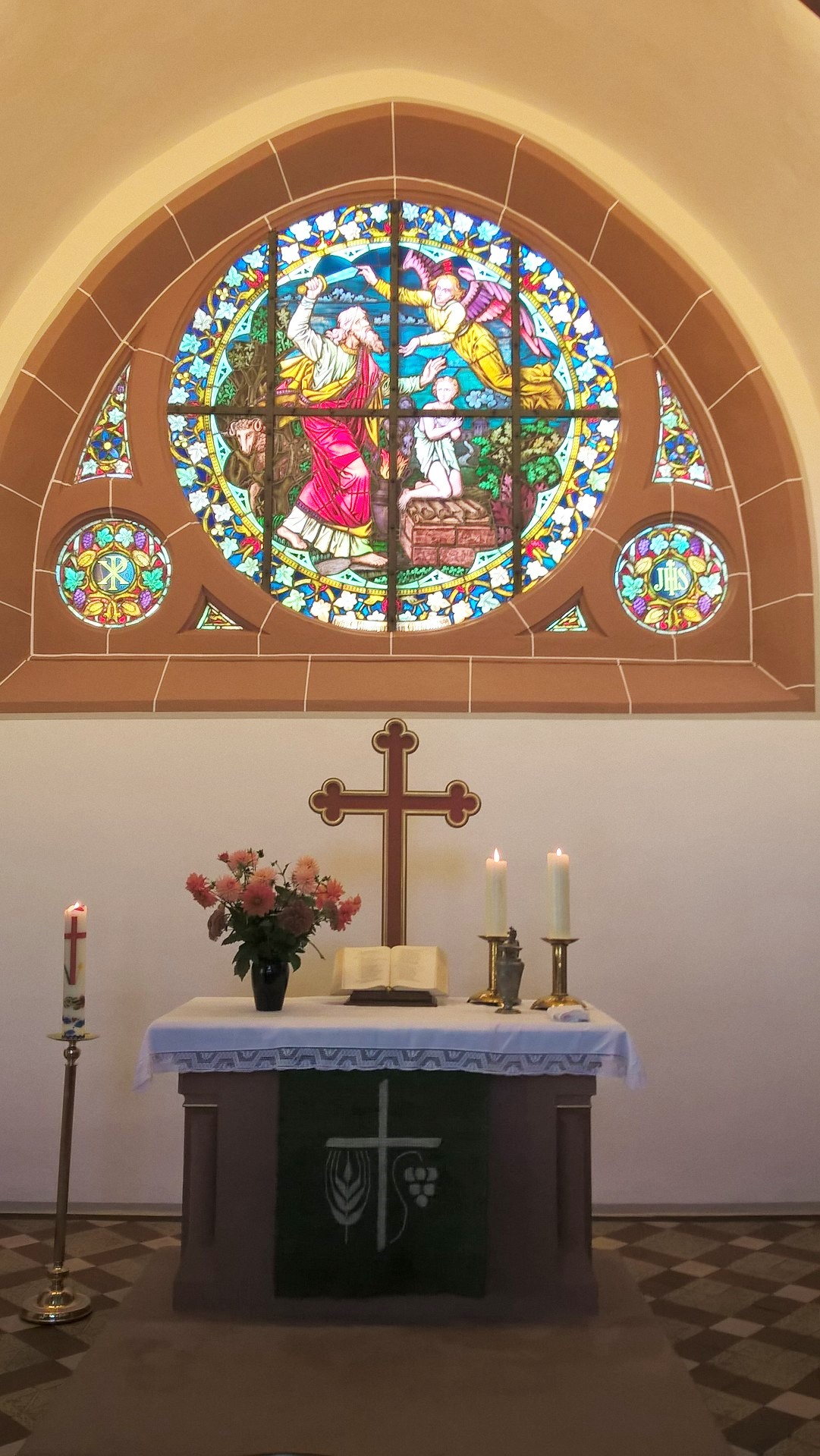
Altarraum

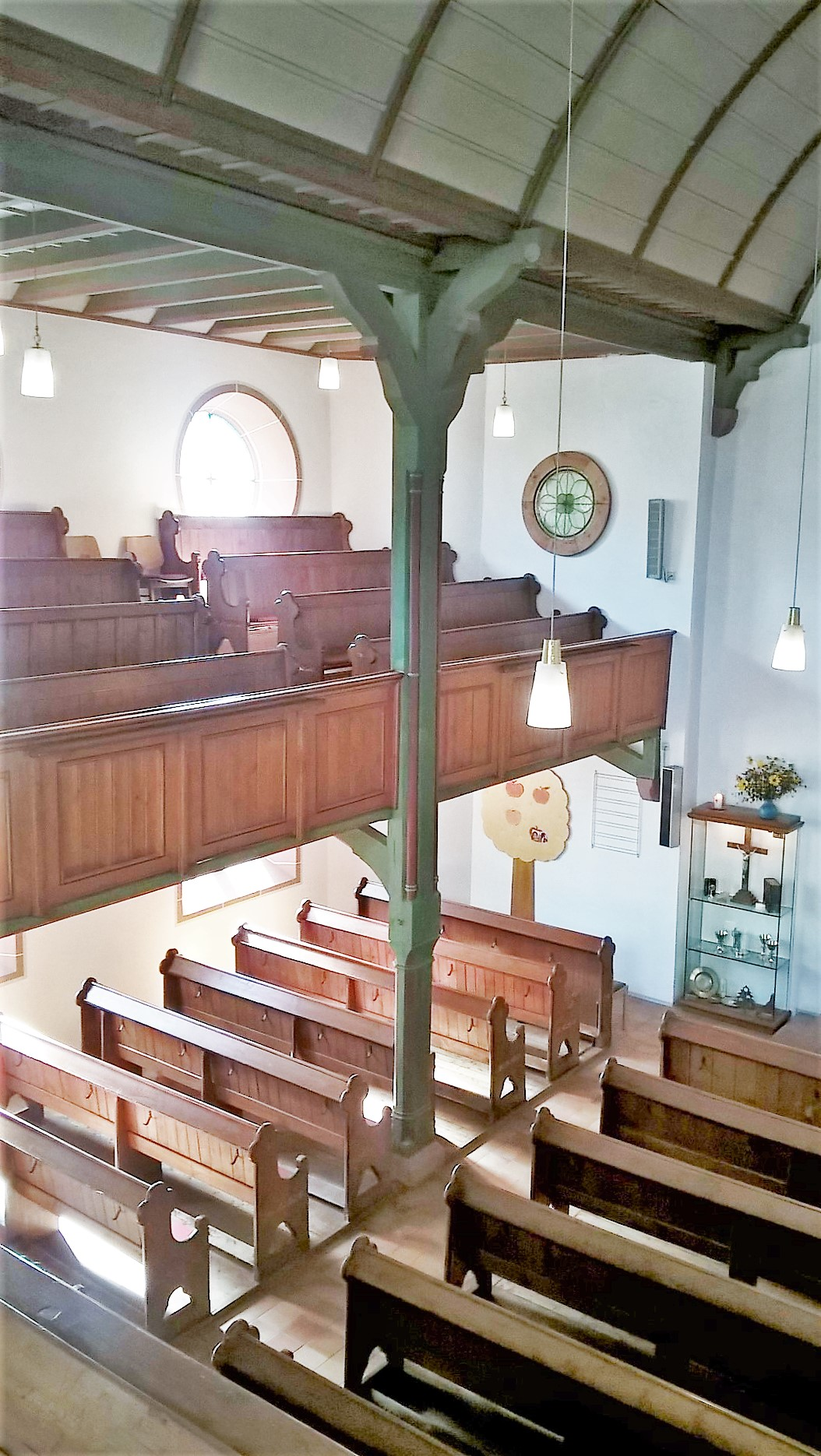
Blick auf das Seitenschiff

Das Langschiff wird von einem hölzernen Tonnengewölbe, das Seitenschiff von einer flachen Balkendecke abgeschlossen. Im Nordosten und Südosten sind hölzerne Emporen eingebaut. Die nordöstliche Empore dient als Aufstellungsort für die Orgel und ruht auf einem profilierten Holzpfosten mit je vier geschweiften Bügen. Die Balkendecke des Seitenschiffs ruht auf einem Unterzug, der von einem Pfosten mit vier Bügen gestützt wird, der die Empore einbezieht.
Kanzel und Altar wurden von den Baugeschäften Ludwig Steinmüller aus Rodheim und Carl Drescher aus Krofdorf gefertigt. Der Blockaltar aus rotem Sandstein ist um eine Stufe erhöht. Vorne trug er ursprünglich das Bild des guten Hirten. Die Kanzelbibel mit eigenhändiger Widmung wurde von Kaiserin Auguste Victoria gestiftet. Des Weiteren wurden Altar- und Pultbekleidungen, zwei Kelche mit Patene und ein Krankenkommunionsbesteck sowie ein Altarkreuz gespendet. Die alten Vasa Sacra werden neben dem Altarraum in einer Glasvitrine ausgestellt, ebenfalls das alte Kruzifix, das auf einer Stufenpyramide steht. Die Kreuzesarme tragen am Ende die Namen der vier Evangelisten. Das heute verwendete Altarkreuz ist schlicht und ohne Korpus. Drei Kreuzesarme enden in einem Dreipass.
Ein Bronzeengel der Heidi Theiß wurde 2004 von der Künstlerin gestiftet und erhielt seinen Platz im Kirchenschiff.
Die polygonale Kanzel im Westen aus rotem Sandstein ruht auf einem breiten Fuß. Ihre Kanzelfelder waren einst mit Darstellungen der vier Evangelisten bemalt und wurden 1971 hellblau mit vergoldeten Profilen gefasst.  
Das hölzerne Kirchengestühl in der Breite der beiden Schiffe bietet knapp 300 Besuchern Platz und lässt einen Mittelgang frei.

## Orgel

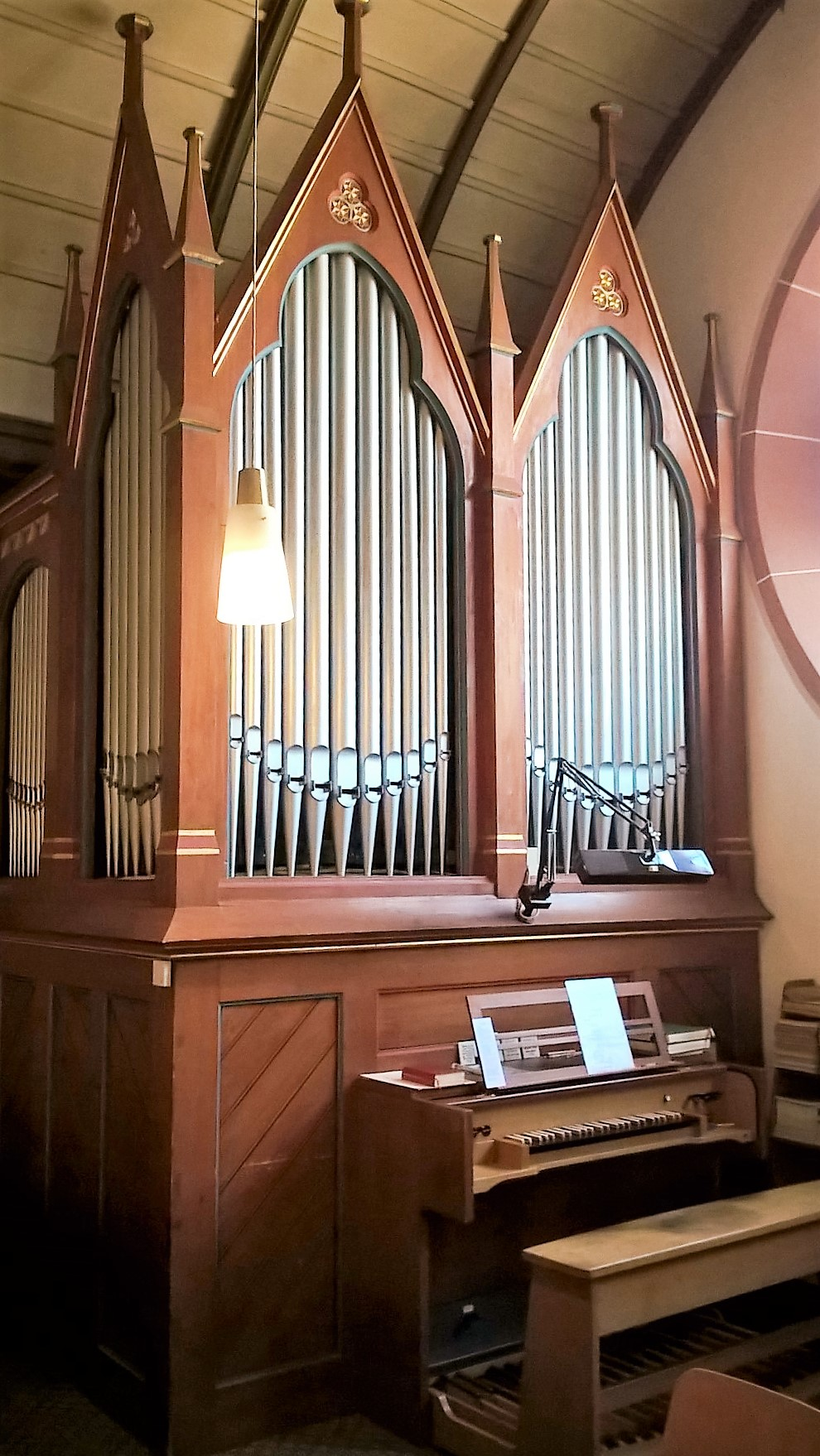
Orgelprospekt von 1902

Der Vorgängerbau verfügte mindestens ab 1673 über eine Orgel, da für dieses Jahr eine Jahresbesoldung des Organisten über zwei Gulden ausgewiesen ist. Im Jahr 1800 wurden Zimmerarbeiten an der Orgelbühne verrichtet. Eine neue Orgel von Orgelbauer Leicht aus Gießen wurde 1839/1840 angeschafft und dafür eine Orgelempore errichtet, nachdem die Gemeinde längere Zeit ohne Orgel war. Orgelbauer Friedrich Weller aus Wetzlar erweiterte das Instrument um ein Pedalregister. Ludwig Eichhorn aus Weilmünster reparierte das Instrument 1877 und ersetzt zehn Pfeifen.
Im Zuge des Kirchenneubaus wurde 1901 eine neue Orgel ausgeschrieben. Förster & Nicolaus Orgelbau erhielt den Zuschlag. Die Orgel hinter neugotischem Prospekt wurde am 22. Oktober 1901 genehmigt und am 20. Juni 1902 abgenommen. Während der Bauzeit oder später ist die ursprünglich vorgesehene Disposition verändert und von sieben auf neun Register erweitert worden. Statt der Springwindlade erhielt das Instrument eine pneumatische Traktur. Die Erbauerfirma setzte die Orgel 1930 instand. Werner Bosch Orgelbau aus Kassel baute 1972 ein neues Werk mit mechanischer Spiel- und Registertraktur hinter dem historischen Prospekt. Die Orgel verfügte ursprünglich über sieben Register und wurde 1998 von Christoph Böttner um drei Register erweitert, der auch 19 zwischenzeitlich stillgelegte Prospektpfeifen wieder reaktivierte. Bis dahin lautete die Disposition wie folgt:
| I Manual C–f3   |    |
| Prästant        | 8′ |
| Holzgedackt     | 8′ |
| Prinzipal       | 4′ |
| Nachthorn       | 4′ |
| Oktave          | 2′ |
| Sesquialter III |    |

| Pedal C–f1 |     |
| Subbaß     | 16′ |

- Koppeln: II/I, I/P, II/P

## Geläut
Der Dachreiter der alten Kapelle beherbergte zwei Glocken. Nachdem die größere Glocke 1835 gesprungen war, wurde sie von Andreas Otto aus Gießen umgegossen. 1867 schaffte die Gemeinde eine kleine dritte Glocke von Georg Hamm aus Kaiserslautern an. Sie fiel 1884 herunter und beschädigte die mittlere Glocke. 1885 goss Georg Otto aus beiden beschädigten Glocken eine größere neue. Sie hatte ein Gewicht von 668 Pfund. Eine große Glocke wurde 1899 vom ortsansässigen Konsumverein für die neue Kirche gestiftet, von der Firma Rincker gegossen und zunächst in einem provisorischen Glockenstuhl aufgehängt. Am Silvestertag des Jahres wurde sie eingeweiht, als sie im neuen Turm das neue Jahr 1900 einläutete. Sie wurde 1917 abgeliefert und für Rüstungszwecke eingeschmolzen, ebenso wie die zinnenen Prospektpfeifen der Orgel. Als Ersatz wurde 1924 eine neue Rincker-Glocke (340 kg) angeschafft, die zusammen mit der von 1867 im Jahr 1942 ebenfalls eingeschmolzen wurde. Rincker goss 1950 ein neues Zweiergeläut für 6510 DM zuzüglich der Kosten für die Inschriften.
| Nr. | Gussjahr | Gießer, Gussort | Durchmesser (mm) | Masse (kg) | Schlagton | Inschrift |
| 1   | 1950     | Rincker, Sinn   | 1060             | 660        | fis1      | „BEHUETE UNS VOR KRIEGES NOT UND LEID DEM FRIEDEN HERR SEI UNSER DIENST GEWEIHT GEGOSSEN IM JAHRE 1950 ZUM 50 JAEHRIGEN JUBILAEUM DER KIRCHE IN FELLINGSHAUSEN“ |
| 2   | 1950     | Rincker, Sinn   | 890              | 390        | a1        | „DEN TOTEN ZUM GEDAECHNIS DEN LEBENDEN ZUR MAHNUNG GEGOSSEN IM JAHRE 1950 ZUM 50 JAEHRIGEN JUBILAEUM DER KIRCHE IN FELLINGSHAUSEN“                              |